# Barwa nalotowa stali
Barwa nalotowa stali – zjawisko w postaci barwnego nalotu powstające na czystej powierzchni stalowej, gdy jest ona wygrzewana w niskich temperaturach rzędu 220-330 °C z dostępem świeżego powietrza. Warstwa ta zawiera tlenki żelaza, a jej kolor uzależniony jest głównie od temperatury, w jakiej pozostawał dany przedmiot stalowy. Na zabarwienie tej powłoki mają jednak wpływ także inne parametry – przede wszystkim czas wygrzewania, a także skład chemiczny stali a nawet grubość przedmiotu i jego przewodnictwo cieplne (z uwzględnieniem odpływu ciepła do części nienagrzewanej). Stąd ocenianie temperatury, w jakiej dany przedmiot stalowy lub tylko jego część były wygrzewane, jest tylko orientacyjne.
Ocena nalotu na wygrzewanej stali była niepewną, ale jedyną metodą pomiaru w czasach, gdy nie istniały inne możliwości pomiaru aktualnej temperatury w miejscu działania ciepła. Metodę tę stosowano do określania temperatury niskiego odpuszczania stali po jej uprzednim hartowaniu.
Orientacyjne powiązanie temperatur wygrzewania z barwą nalotową:
```
225 – słomkowożółta
235 – jasnożółta
245 – ciemnożółta
240 – żółta
250-255 – brunatnożółta
260 – czerwonobrunatna
265 – brunatnoczerwona
275 – purpurowa
280 – fioletowa
285 – fiołkowa
290-295 – ciemnoniebieska
310-315 – jasnoniebieska
325 – szarozielona
330 – popielatozielona
```